# Brauchst du Gewalt – wirst du nicht alt
Brauchst du Gewalt – wirst du nicht alt ist ein deutschsprachiger Schlager von Lotar Olias und Max Colpet, der 1964 vom österreichischen Sänger Freddy Quinn veröffentlicht wurde.

## Entstehung
Bei der Gesellschaft für musikalische Aufführungs- und mechanische Vervielfältigungsrechte ist das Lied unter dem Titel Brauchst du Gewalt, wirst du nicht alt eingetragen. Die Musik stammt von Lotar Olias und der Text von Max Colpet. Als Originalverlag ist die Esplanade Edition GmbH angegeben.

## Liedtext
Das Lied beginnt und endet mit der Phrase Brauchst du Gewalt – wirst du nicht alt. Im restlichen Text werden verschiedene Cowboys und Banditen des Wilden Westens besungen:
- „Jesse James stellte mit 20 in den Schatten jeden Mann, bis er eines Tages reumütig beschloss, mit dem Morden aufzuhören und nach Haus zurückzukehren, wo ihn hinterrücks sein bester Freund erschoss.“
- „Ähnlich erging es John Brown, seine Schwäche waren die Frauen, er gab jeder sein Herz und Vertrauen. Nach jeder Nacht in ein anderes Schlafgemach, bis ihn eine Braut aus Eifersucht erstach.“
- „Tom Dooley war nicht älter, als man schnöde ihn verriet. Ehe er die Lage erfasste, hing er schon an einem Aste, und man zweifelt, dass er ihn den Himmel kam.“
- „Sam Hall, als Saufkumpan bekannt, bis man ihn eines Tages tot in seiner Badewanne fand, die Wanne war voll Feuerwasser.“ „Jane war jung und unerfahren, als sie traf Billy the Kid. Er verschwand, bis sie mit dem Kind erschien, da drohte ihr Vater mit dem Schießgewehr. Die Hochzeit fand kurz darauf statt. Von der Kirche ging er zurück in den Saloon, beim Poker gab es einen wüsten Krach, heute noch trauert ihm die junge Witwe nach.“
- „Cowboys sterben eben selten im Bett, und wenn, dann nur in fremden.“[3]

## Veröffentlichung
Das Lied war auf dem 1964 erschienenen Album Freddy und das Lied der Prärie, das das Soundtrack-Album des Films Freddy und das Lied der Prärie war.
Das Album erschien im Musiklabel Polydor unter den Nummern 466 789 und LPHM 46 789 in Monophonie. Die Musik wurde vom Orchester James Last gespielt. Die Herstellung erfolgte durch die Deutsche Grammophon GmbH, als Rechtegesellschaften fungierten die Gesellschaft für musikalische Aufführungs- und mechanische Vervielfältigungsrechte und die Bureau International de l’Edition Mecanique. Unter den Polydor-Nummern 237 289 und SLPHM 237 289 erschien das Album als Stereofonie.
Das Album erschien zudem in Südafrika, wobei die Herstellung durch Electric South Africa und der Druck durch Record Pac geschah. 2006 war das gesamte Soundtrack-Album auf dem Kompilationsalbum Tausend Meilen von zu Haus…, das als Vierfachalbum auf Compact Disc unter der Nummer BCD 16419 DL im Musiklabel Bear Family Records erschien.
Brauchst du Gewalt – wirst du nicht alt war auf der B-Seite der Spezialausgabe von In The Wild Wild West, die im Musiklabel Polydor unter der Nummer 001 581 erschien. Bei der regulären Ausgabe, die für die Verwendung von Jukeboxen unter der Nummer 001 582 erschien, war Dear, Old Joe auf Seite B.